# 인도네시아-필리핀 국경

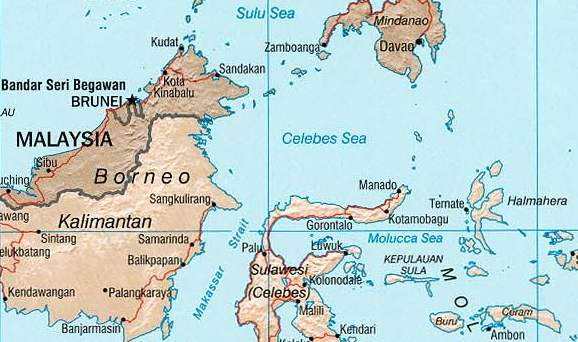
인도네시아와 필리핀을 사이에 둔 술라웨시해의 지도.

인도네시아-필리핀 국경은 술라웨시해를 사이에 둔 해양 경계로 형성되어 있다. 동남아시아에 위치한 국가인 필리핀과 인도네시아가 술라웨시해를 양분하고 있으며, 이 국경은 2014년에 체결된 두 나라 사이의 협정으로 확정되었다. 이 국경은 양국 간의 배타적 경제 수역 또한 규정하고 있으며, 지리좌표계상의 8개 지점을 사용하여, 경계를 획정한다. 1,162km의 국경이 술라웨시해를 가로질러 필리핀해까지 이어진다.

## 역사

### 미앙가스섬 영토 분쟁
스페인이 1898년 파리 조약에 따라 미국에 필리핀을 양도할 때, 필리핀의 해상 경계선은 직사각형으로 획정되었고, 당시 네덜란드령이었던 인도네시아와의 해양 경계가 모호해졌다. 1906년에 미국령 필리핀의 모로 주 총독이었던 레너드 우드가 팔마스섬(현재의 미앙가스섬)이 1898년 파리 조약에 따른 필리핀 국경 내에 포함된다는 사실을 발견하고 섬으로 향하면서 분쟁이 시작되었다.
그는 팔마스섬에 게양되어 있던 네덜란드의 국기를 발견하고, 팔마스섬이 네덜란드령 동인도의 소유가 되었다는 사실을 알았다. 1906년 3월에 이 문제는 미국 정부를 거쳐 네덜란드 헤이그로 전달되었다. 1906년 10월에 네덜란드 외교부는 그 섬이 네덜란드령 동인도에 소속되는 이유에 대해 설명하는 답신을 하였다. 이를 계기로 미국과 네덜란드 양국 간의 협상은 결렬되었다.
1925년 1월 23일, 양측 정부는 상설중재재판소의 중재재판에 따라 이 문제를 결정하기로 하고, 양측의 합의로 선정된 스위스의 막스 후버 중재재판관이 후일 팔마스섬 사건으로 불리는 이 재판의 심리를 맡았다.  1928년 4월 24일, 막스 후버 재판관은 섬이 네덜란드 영토라고 판결하였다.   인도네시아가 네덜란드에서 독립한 후, 미앙가스섬은 인도네시아에 귀속되었다. 그러나 인도네시아와 필리핀 사이에 섬 주변을 둘러싼 해상 경계에 대해서는 명확한 기술적 합의가 없는 상태였다.

### 해상 경계 협상
1982년에 인도네시아와 필리핀은 해양법에 관한 유엔 협약에 가입하였다.  머지않아, 인도네시아는 1898년 파리 협약에 따른 필리핀의 해상 경계에 대해 이의를 제기하였다. 인도네시아는 필리핀의 직사각형 해상 경계가 해양법에 관한 유엔 협약을 준수하지 않는다고 주장했다. 필리핀은 인도네시아의 문제 제기를 이해했지만, 국내의 정치적 압력에 따라 1898년 파리 조약에 따른 경계를 유지했다. 1994년 6월에 인도네시아 마나도에서 해상 경계 분쟁에 대한 해결을 위한 첫 고위급회담이 열렸다.  그후 2003년까지 협상은 소극적이었다.  2003년 12월에 인도네시아 외교부는 필리핀과의 협상 담당자로 아리프 하바스 오그로세노를 임명했다.  그는 2010년 후임자가 임명될 때까지 협상을 주관했다. 1994년부터 2014년까지의 일련의 협상은 해상해양문제 합동상설협상팀의 주도하에 세 개의 소규모 팀과 합동기술팀의 지원으로 진행됐다.

### 협정
협상이 진행됨에 따라 필리핀 정부는 해상 경계를 1898년 파리 조약에서 1982년 해양법에 관한 유엔 협약을 준수하는 쪽으로 재고했다.  2011년 3월 8일, 필리핀 외교부 장관 앨버트 델 로사리오와 인도네시아 외교부 장관  마티 나탈레가와는 필리핀 대통령 베니그노 아키노 3세의 인도네시아 국빈 방문 중에 발표된 공동선언에 서명함으로써, 양자간 협상을 가속하는데 동의했다.
합동상설협상팀의 여덟번의 회의 이후 2014년 5월 18일에 인도네시아 자카르타에서 해상 경계 협정이 체결되었다. 2014년 5월 23일, 두 나라의 외교부 장관은 필리핀 말라카냥궁에서 협정에 서명하였다.  2017년 4월 27일 인도네시아 의회는 해상 경계 협정을 비준하였다. 2017년 2월 23일에 필리핀 상원에 회부된 협정 안건은 외교관계위원회에 계류중이다. (2018년 7월 30일 기준)

## 국경
다음 표에 열거된 지리좌표계상의 8개 지점이 2014년에 합의된 필리핀과 인도네시아 간의 배타적 경제 수역의 경계를 획정한다.
| 지점     | 경도 (동경)  | 위도 (북위) |
| -------- | ------------ | ----------- |
| 1번 지점 | 119° 55' 34" | 3° 06' 41"  |
| 2번 지점 | 121° 21' 31" | 3° 26' 36"  |
| 3번 지점 | 122° 56' 03" | 3° 48' 58"  |
| 4번 지점 | 124° 51' 17" | 4° 57' 42"  |
| 5번 지점 | 125° 28' 20" | 5° 02' 48"  |
| 6번 지점 | 127° 11' 42" | 6° 25' 21"  |
| 7번 지점 | 128° 39' 02" | 6° 24' 25"  |
| 8번 지점 | 129° 31' 31" | 6° 24' 20"  |